# 钟志生
钟志生（1963年6月—），男，江西分宜人。中华人民共和国政治人物，1985年5月加入中国共产党。江西农业大学马列专业毕业，南昌大学中国哲学专业在职研究生学历。

## 生平
历任共青团新余市委副书记、书记、江西省委副书记、书记，省青联主席等职。2008年4月，任中共鹰潭市委副书记、代市长，随后顺利当选市长。2013年9月，任中共九江市委副书记。2014年1月，当选九江市市长。2015年8月，任中共景德镇市委书记。2021年3月，任江西省人力资源和社会保障厅党组书记、厅长。
2023年，钟志生退居二线，出任江西省人大常委会委员、省人大环境与资源保护委员会主任委员。2024年9月，他因为涉嫌严重违法违纪，主动向江西省纪委监委交代问题，并接受其纪律审查和监察调查。